# Чайка (футбольный клуб, Севастополь)
Футбольный клуб «Чайка» (укр. Футбольний клуб «Чайка») — советский и украинский футбольный клуб из Севастополя. Выступал в чемпионатах СССР 1949, 1964—1967, 1971—1991. Кубках СССР, чемпионатах Украины. Прекратил выступления в 2002 году, когда был заменён в чемпионате клубом «Севастополь».

## Названия
- 1923—1924 — «Юный металлист».
- 1923—1930-е — «Красный металлист».
- 1930-е-1937 — Севастопольский морской завод (СМЗ).
- 1937—1963 — «Судостроитель».
- 1964—1965 — «Чайка» (Балаклава).
- 1966—1970 — «Чайка».
- 1971—1974 — «Авангард».
- 1975 — «Волна».
- 1976—1986 — «Атлантика».
- 1987—1997 — «Чайка».
- 2001—2002 — «Чайка-ВМС».

## История

### Основание команды

Команда «Красный металлист»

После установления советской власти в Севастополе начался процесс создания спортивных клубов при различных предприятиях. На Севастопольском морском заводе по распоряжению заводского комитета 22 сентября 1923 года была организована собственная футбольная команда. Так появилась команда рабочих Севморзавода «Юный металлист», куда вошли также 2 матроса из авиачасти. Летом 1923 года «Юный металлист» сыграл с симферопольской «Палладой» (5:1), а в сентябре того же года — с севастопольским «Штурмом» (3:0).
В 1924 году команда была переименована в «Красный металлист». Под своим новым названием команда впервые сыграла против второй сборной Черноморского флота и проиграла со счётом (0:4). На основе футболистов «Красного металлиста» и «Пролетарской кузницы» в начале 1930-х годов была сформирована объединённая команда Севастопольского морского завода.
В 1934 году было проведено первенство морзавода среди 11 цеховых команд. По итогам соревнований в главную команду заводчан были отобраны лучшие игроки турнира. В октябре того же года команда СМЗ сыграла с московским клубом «Серп и Молот» и свела игру к ничье (3:3). Матч с командой Белорусского военного округа, прибывшей в Севастополь по приглашению инспекции физподготовки Черноморского флота в 1934 году, завершился для заводчан победой (2:0).
На матчи чемпионата СССР в рамках зонального турнира в Симферополе в июне 1935 года от Севастополя была направлена команда заводчан, к которой присоединился Алексей Полотай из «Динамо». Во время подготовки сборная СМЗ обыграла одесский «Автомобилист» (2:0). На зональных играх команда уступила сборным Ростова-на-Дону (0:1), Таганрога (1:8) и Симферополя (0:2), что не позвозило выйти севастопольцам в следующую стадию.
После завершения турнира команда сразу же отправилась в Николаев, где должна была сыграть на первенстве ЦК Союза судостроителей (южная зона). Там заводчане обыграли николаевские команды завода имени 61 коммунара (4:1) и вторую команду завода имени Марти, а в последней игре турнира уступили первой команде завода имени Марти (1:2), что обеспечило итоговое второе место.
Сезон 1936 года команда начала весной с товарищеской игры против московского «Буревестника» (1:3). На весеннем чемпионате Севастополя заводчане заняли второе место, уступив в решающем матче команде ДКАФ (Дом Красной Армии и флота). Одной из причин поражения стали травмы вратаря Распундовского и нападающего Куликова. В рамках первого в истории розыгрыша Кубка СССР севастопольцы дебютировали 18 июля 1936 года в игре 1/64 финала против днепропетровского «Локомотива» и благодаря голу Михаила Куликова победили с минимальным счётом (1:0). Следующая стадия свела севастопольских заводчан с командой харьковского тракторного завода. Матч завершился победой харьковчан (2:3).

### Под знаменем «Судостроителя»
В связи с выходом постановления Президиума ВЦСПС от 30 октября 1936 года организация футбола на Севморзаводе была передана под эгиду добровольного-спортивного общества «Судостроитель». Под этим названием команда и продолжила выступления. На весеннем городком чемпионате 1937 года впервые выступая под названием «Судостроитель» и одержала победу. Кубок СССР 1937 года вновь завершился после поражения от харьковской команды. На этот раз на стадии 1/64 финала севастопольцы уступили «Здоровью» (0:1). Следующим турниром стал Кубок ВЦСПС, где «Судостроитель» провёл две встречи с севастопольской командой Военпорта (1:1, 2:0). На осеннем чемпионате Крыма «Судостроитель» дошёл до финала, где в «севастопольском дерби» одолел ДКАФ.

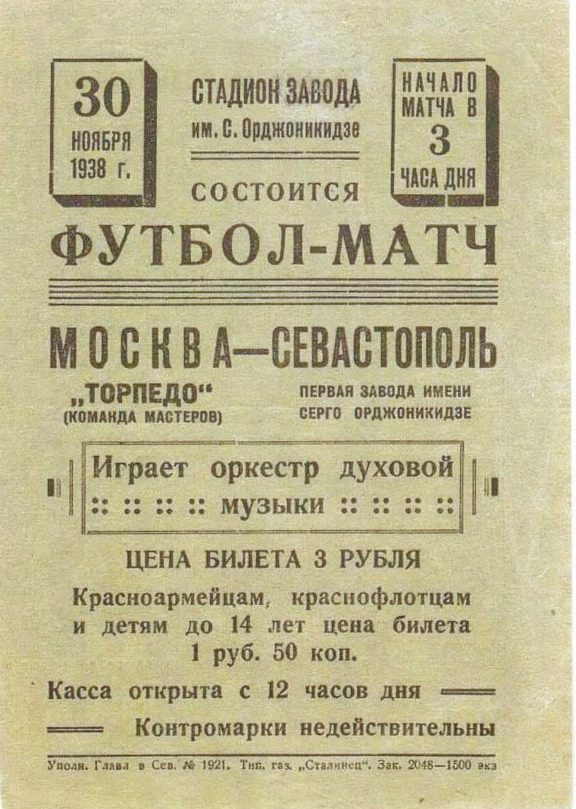
Афиша матча с московским «Торпедо», 1938 год

Сезон 1938 года в связи с ремонтом стадиона стартовал для команды лишь в середине июля. Первыми поединками стали встречи с ДКАФ (3:1) и «Темпом» из Алма-Аты (1:1). На Кубке СССР 1938 года команда стартовала в отдельной зоне, сыгранной в Симферополе. В полуфинальной игре заводчане обыграли керченскую «Сталь» (3:2), а в финале уступили симферопольскому «Спартаку» (1:2). В чемпионате города 1938 года «Судостроитель» вновь одержал победу. Завершился сезон товарищеской матчем со столичным «Торпедо», который завершился победой москвичей (1:0).
Следующий сезон 1939 года начался в апреле играми с московскими «Крыльями Советов» (0:6) и сталинградским «Трактором» (1:4). Поражения стали причиной для руководства физкультурной организации завода произвести обновления в Совете общества, куда вошли футболисты команды Владимир Маргосян и Михаил Куликов. Для повышения уровня собственных футболистов было направлено обращение в физкультурные общества Москвы и Ленинграда с просьбой делегировать к ним нового тренера.
Решающий матч весеннего чемпионата Севастополя 1939 года завершился поражением «Судостроителя» от ДВМФ со счётом (2:4). Но на осеннем чемпионате города футболисты «Судостроителя» реабилитировались и одержали победу. В первом розыгрыше Кубка РСФСР среди коллективов физической культуры в 1939 году «Судостроитель» дошёл до полуфинала, где уступил воронежскому «Динамо» (0:2). На первенстве ВЦСПС севастопольцы уступили запорожскому «Локомотиву» (1:3 и 2:4) и обыграли «Локомотив» из Ясиноватой (3:1).
В присутствии 3 тысяч зрителей на домашнем поле 18 мая 1941 года состоялась товарищеская встреча с воронежским «Динамо» (2:3). Последний предвоенный матч «Судостроителя» состоялся 15 июня с балаклавским «Динамо». Уже после начала войны 3 августа прошла игра между первой и второй командой севморзаводскими командами, все вырученные деньги от которой были направлены в фонд обороны.
На время Великой Отечественной войны команда прекратила выступления. В Поти был вывезен завоёванный севастопольскими футболистами в 1940 году преходящий Кубок Крыма и лишь после окончания войны трофей вернулся на полуостров. Восстановление городской футбольной арены — стадиона завода имени Серго Орджоникидзе началось в марте 1945 года. Организацией команды в мае 1945 года начал заниматься Сергей Маргосян, но в Севастополе к тому времени находилось лишь три игрока из довоенного состава, включая самого Маргосяна. Свой первый матч команда сыграла 6 мая 1945 года против одной из воинских частей. На первом послевоенном чемпионате Севастополя 1946 года «Судостроитель» уступил победу команде линкора «Севастополь», а на осеннем чемпионате Крыма 1946 года заводчане заняли четвёртое место. В финальной игре Кубка Крыма 1946 года севастопольцы уступили симферопольскому ОДО (1:2). За победу на городском первенстве 1947 года команде был вручено переходящее Красное знамя городского комитета по делам физкультуры и спорта. На Кубке Крыма 1948 года заводчане взяли реванш за прошлогоднее поражение и одержали победу над ОДО в финале.

## Достижения
- Чемпион Крыма: 1937, 1939
- Обладатель Кубка Крыма: 1940, 1948
- Чемпион Севастополя: 1937 (в), 1938, 1939 (о), 1947